# Hypsiboas rosenbergi

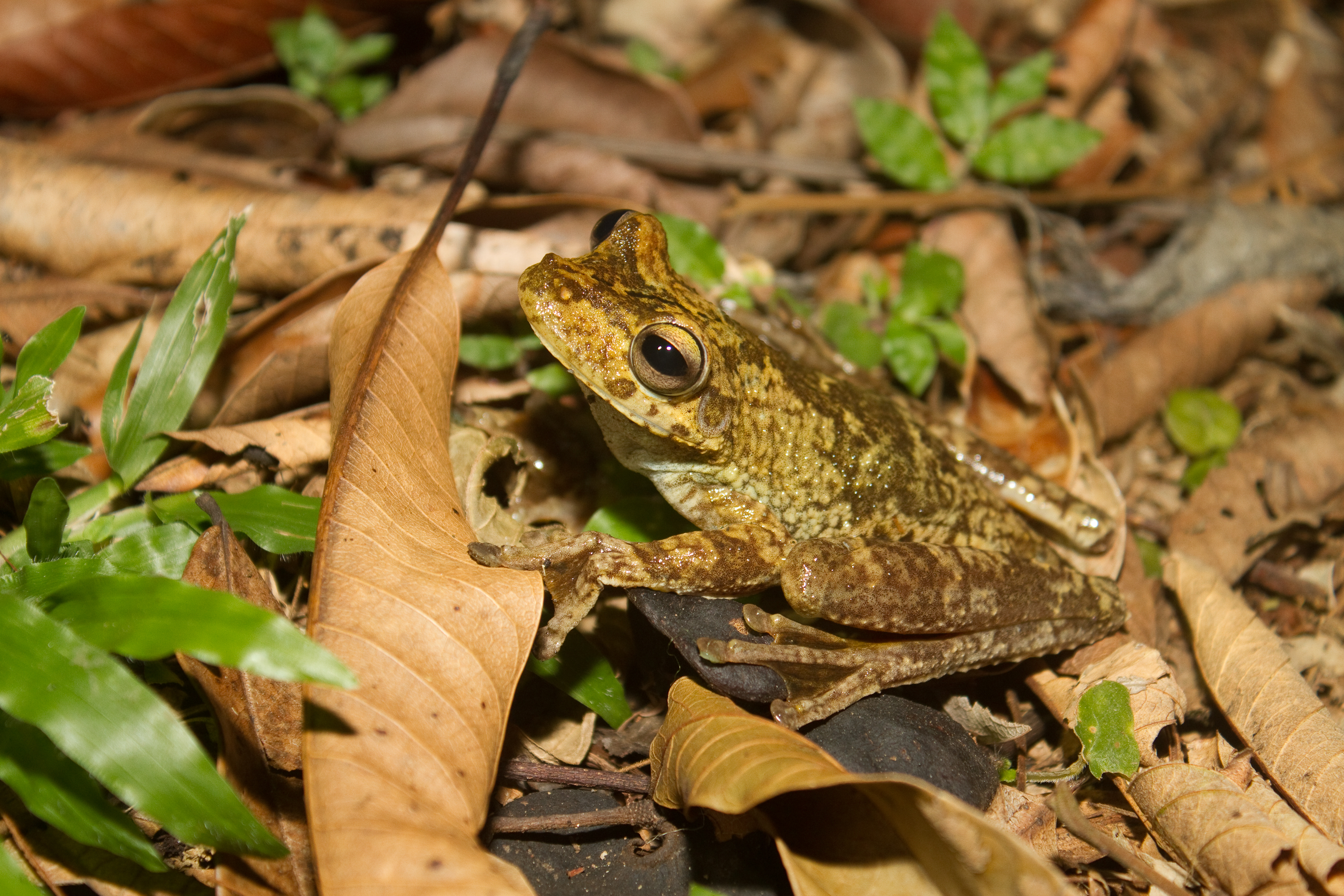
Hypsiboas rosenbergi en su hábitat.

Boana rosenbergi es una especie de anfibios de la familia Hylidae.
Habita en las laderas del Pacífico de Costa Rica, Panamá, Colombia y norte de Ecuador.
Sus hábitats naturales incluyen bosques tropicales o subtropicales secos y a baja altitud, ríos, zonas húmedas de arbustos, pastos, jardines rurales y zonas previamente boscosas ahora muy degradadas.